# AKIBA高等学院
AKIBA高等学院（あきばこうとうがくいん）は、かつて学校法人タイケン学園が運営した。日本ウェルネス高等学校が秋葉原に設置した通信制の高等学校である。マンガ・アニメをメインにしたコースがあり、キャラクターの描き方から似顔絵、4コマ漫画、ストーリーマンガ、アニメ、コミックイラストの 描き方などを広く学ぶことにより、自分の適性と才能を知ることが出来、目標を明確にできる 画期的なカリキュラムがある。

## 概要
日本ウェルネス高等学校は、広域通信制で全国を対象としており東京、広島、名古屋などにはキャンパスや学習センターが開設されている。

## 所在地
- 本校

〒101-0021 東京都千代田区外神田六丁目14-12 中沢ビル7F
- キャンパス

東京・名古屋・広島・北九州・沖縄・茨城・松本

## 運営法人
- 学校法人タイケン国際学園

## 設置学科
- 総合･進路選択コース
- マンガコース
- スポーツコース
- ペットコース

## 沿革
- 2006年 - 日本ウェルネス高等学校開校。
- 2011年 - AKIBA高等学院開校。

## 関連人物
- 柴岡三千夫 校長兼学校法人タイケン学園グループ理事長